# Tag des Grenzsoldaten

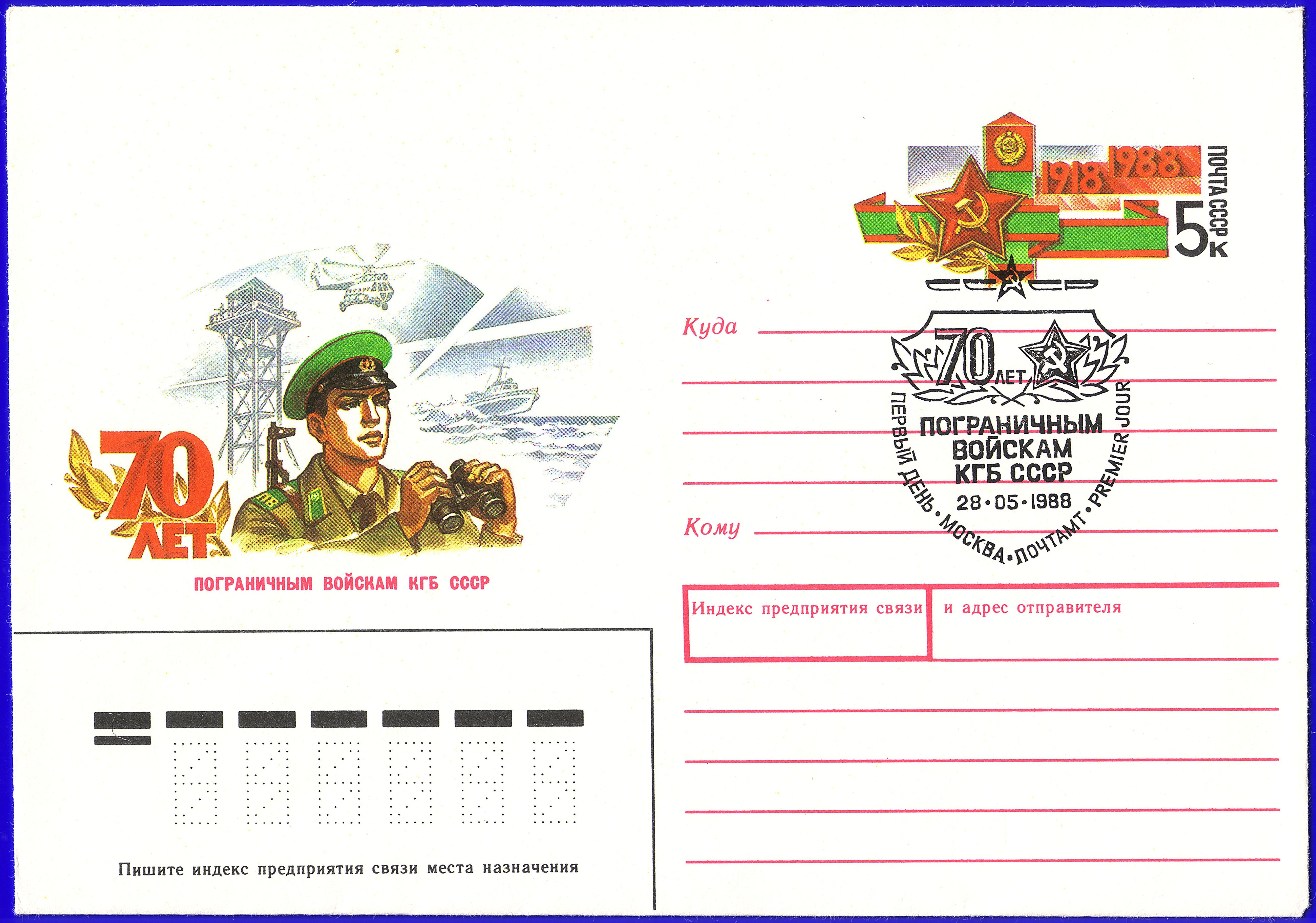
Jubiläumsbriefumschlag zum sowjetischen Tag des Grenzsoldaten 1988

Der Tag des Grenzsoldaten (russisch День пограничника) ist ein russischer Feiertag. Er wird jedes Jahr am 28. Mai zu Ehren der Grenztruppen Russlands begangen. Der Feiertag wurde 1994 durch Verordnung des russischen Präsidenten neu gestiftet „mit dem Ziel der Wiedergeburt der historischen Traditionen Russlands und seiner Grenzstreitkräfte.“ Der Feiertag soll auf die Kampfkraft dieser Truppengattung hinweisen und den Kampfgeist der Soldaten heben. Russland grenzt (ohne maritime Grenzen) an 14 international anerkannte Länder (ohne von Russland abhängige separatistische Territorien). Kein anderer Staat außer China weist eine solche Anzahl von Nachbarländern auf. 
Den Feiertag gab es bereits für die Grenztruppen der Sowjetunion. Der Grenzschutz der Russischen SFSR wurde mit dem Dekret des Rats der Volkskommissare vom 28. Mai 1918 geschaffen. Damals wurde auch die Hauptverwaltung des Grenzschutzes gegründet, in die die Offiziere der früheren Verwaltung der Abteilung der Grenzwächter Russlands integriert wurden. Rechtsnachfolger dieser in der Sowjetunion zuletzt dem KGB unterstehenden Strukturen wurde der Föderale Grenzschutzdienst Russlands, gegründet durch Verordnung des russischen Präsidenten am 30. Dezember 1993.